# 夢の中の恋
「夢の中の恋」（ゆめのなかのこい、You Made Me Believe in Magic）は、1977年にアルバム『恋のゲーム』からシングル盤がリリースされ、各国でヒットしたベイ・シティ・ローラーズの楽曲。中間的なテンポのディスコ・スタイルのポップ曲で、ストリングスや管楽器がフィーチャーされており、特に、アルバムからの先行シングルとして1977年5月にリリースされた北米市場では大きな反響を呼び、『ビルボード』誌の Billboard Hot 100 チャートでは8月に最高10位まで上昇した。「夢の中の恋」は、ベイ・シティ・ローラーズにとって3曲目の全米トップ10入りとなったが、これに続いて「愛をささやくとき」は最高25位にとどまり、グループにとってそれが最後の Hot 100 チャート入りとなった。
アメリカ合衆国以外の国々では、「夢の中の恋」はアルバム『恋のゲーム』からのシングルとしては、「恋のゲーム」に続く2枚目のシングルと位置付けられることが多く、売り上げも「恋のゲーム」ほど伸びなかった。これが当てはまるのは、オーストラリア（最高36位）、ドイツ（25位）、ニュージーランド（39位）、イギリス（34位）であり、特にイギリスでは「夢の中の恋」はベイ・シティ・ローラーズにとって全英シングルチャート入りを果たした12枚目にして最後のヒット曲となった。日本でも、『恋のゲーム』からの2枚目のシングルとしてB面に「スイート・バージニア (Sweet Virginia)」を収め、バンドの2度目の来日の直前にリリースされた。
一方、カナダでは、この曲は他国よりも大きなヒットとなり、最高5位、1977年の年間チャートでも68位にランクされた。

## トラックリスト
1. 夢の中の恋 "You Made Me Believe in Magic" – 2:41
2. ダンス・ダンス・ダンス "Dance Dance Dance" – 3:29 （合衆国/カナダ）
カッコー鳥 "Are You Cuckoo" – 4:02（イギリス）
スイート・バージニア "Sweet Virginia" – 2:54（日本）

## チャート
| チャート（1977年）               | 最高位 |
| -------------------------------- | ------ |
| カナダ (RPM) トップ・シングル    | 5      |
| ドイツ                           | 25     |
| イギリス 全英シングルチャート    | 34     |
| オーストラリア                   | 36     |
| ニュージーランド                 | 39     |
| アメリカ合衆国 Billboard Hot 100 | 10     |
| アメリカ合衆国 Cash Box Top 100  | 7      |

| チャート（1977年）               | 順位 |
| -------------------------------- | ---- |
| カナダ                           | 68   |
| アメリカ合衆国 Billboard Hot 100 | 76   |
| アメリカ合衆国 Cash Box Top 100  | 59   |

## カバー
1995年には、ベッド&ブレックファーストがこの曲をカバーした。